# Zhang Xiaodong
Zhang Xiaodong (kinesiska: 張 小冬), född den 4 januari 1964, är en kinesisk seglare.
Hon tog OS-silver i lechner i samband med de olympiska seglingstävlingarna 1992 i Barcelona.